# 郑载宪
郑载宪（韓語：정재헌，1974年6月1日—），韩国男子射箭运动员。他曾代表韩国参加1992年夏季奥林匹克运动会射箭比赛，获得男子个人反曲弓银牌。他也曾参加1994年亚洲运动会。